# Boxe nos Jogos Pan-Americanos de 2011 - Peso meio-médio
A categoria meio-médio do boxe nos Jogos Pan-Americanos de 2011 foi disputada entre 22 e 29 de outubro na Arena Expo Guadalajara, em Guadalajara, com 11 boxeadores.

## Calendário
Horário local (UTC-6).
| Data          | Horário | Fase             |
| ------------- | ------- | ---------------- |
| 22 de outubro | 18:00   | Preliminares     |
| 24 de outubro | 18:00   | Quartas-de-final |
| 26 de outubro | 19:00   | Semifinal        |
| 29 de outubro | 19:00   | Final            |

## Medalhistas
| Ouro   | CUB Carlos Banteux                 |
| Prata  | MEX Óscar Molina                   |
| Bronze | CAN Mian Hussain BRA Myke Carvalho |

## Resultados

### Chave
|  | Preliminares          | Preliminares          | Preliminares |  |  | Quartas-de-final      | Quartas-de-final      | Quartas-de-final   |     |                   | Semifinal         | Semifinal        | Semifinal |  |  | Final | Final | Final |
|  |                       |                       |              |  |  |                       |                       |                    |     |                   |                   |                  |           |  |  |       |       |       |
|  |                       |                       |              |  |  |                       |                       |                    |     |                   |                   |                  |           |  |  |       |       |       |
|  |                       |                       |              |  |  | PER Luis Miranda      | PER Luis Miranda      | 8                  |     |                   |                   |                  |           |  |  |       |       |       |
|  | CAN Mian Hussain      | CAN Mian Hussain      | 20           |  |  | CAN Mian Hussain      | CAN Mian Hussain      | 21                 |     |                   |                   |                  |           |  |  |       |       |       |
|  | PUR Emmanuel de Jesús | PUR Emmanuel de Jesús | 13           |  |  |                       |                       |                    |     | CAN Mian Hussain  | CAN Mian Hussain  | 7                |           |  |  |       |       |       |
|  |                       |                       |              |  |  |                       | MEX Óscar Molina      | MEX Óscar Molina   | 14  |                   |                   |                  |           |  |  |       |       |       |
|  |                       |                       |              |  |  | ECU Carlos Sánchez    | ECU Carlos Sánchez    | 11                 |     |                   |                   |                  |           |  |  |       |       |       |
|  |                       |                       |              |  |  | MEX Óscar Molina      | MEX Óscar Molina      | 13                 |     |                   |                   |                  |           |  |  |       |       |       |
|  |                       |                       |              |  |  |                       |                       |                    |     |                   | MEX Óscar Molina  | MEX Óscar Molina | 13        |  |  |       |       |       |
|  |                       |                       |              |  |  |                       | CUB Carlos Banteux    | CUB Carlos Banteux | 20  |                   |                   |                  |           |  |  |       |       |       |
|  |                       |                       |              |  |  | CHI Patricio Villagra | CHI Patricio Villagra | 8                  |     |                   |                   |                  |           |  |  |       |       |       |
|  | DOM Raúl Sánchez      | DOM Raúl Sánchez      | 18           |  |  | BRA Myke Carvalho     | BRA Myke Carvalho     | 30                 |     |                   |                   |                  |           |  |  |       |       |       |
|  | BRA Myke Carvalho     | BRA Myke Carvalho     | 23           |  |  |                       |                       |                    |     | BRA Myke Carvalho | BRA Myke Carvalho | 14               |           |  |  |       |       |       |
|  | CUB Carlos Banteux    | CUB Carlos Banteux    | 15           |  |  |                       | CUB Carlos Banteux    | CUB Carlos Banteux | 14+ |                   |                   |                  |           |  |  |       |       |       |
|  | ARG Alberto Palmetta  | ARG Alberto Palmetta  | 5            |  |  | CUB Carlos Banteux    | CUB Carlos Banteux    | 20                 |     |                   |                   |                  |           |  |  |       |       |       |
|  |                       |                       |              |  |  | VEN Gabriel Maestre   | VEN Gabriel Maestre   | 7                  |     |                   |                   |                  |           |  |  |       |       |       |
|  |                       |                       |              |  |  |                       |                       |                    |     |                   |                   |                  |           |  |  |       |       |       |